# Pont du Faisan
Pour les articles homonymes, voir Pont (homonymie) et Faisan.
Le pont du Faisan (appelé localement le Pont Tournant, Fasanenbruck en alsacien) est un pont tournant hydraulique du XIXe siècle, des canaux de l'Ill du quartier historique de la Petite France de la Grande Île de Strasbourg (un des hauts lieux pittoresques historiques préservés du tourisme en Alsace, classée au Patrimoine mondial de l'Humanité depuis 1988).

## Histoire
Un ancien pont en bois du XIVe siècle est remplacé en 1854, par un premier pont mobile, pour faire passer piétons et bateaux de marchandises. Il est modifié en 1869 en pont-levis, puis remplacé en 1888, par ce modèle en acier et en bois, rénové et amélioré en 1999, avec un dispositif de fonctionnement hydraulique.

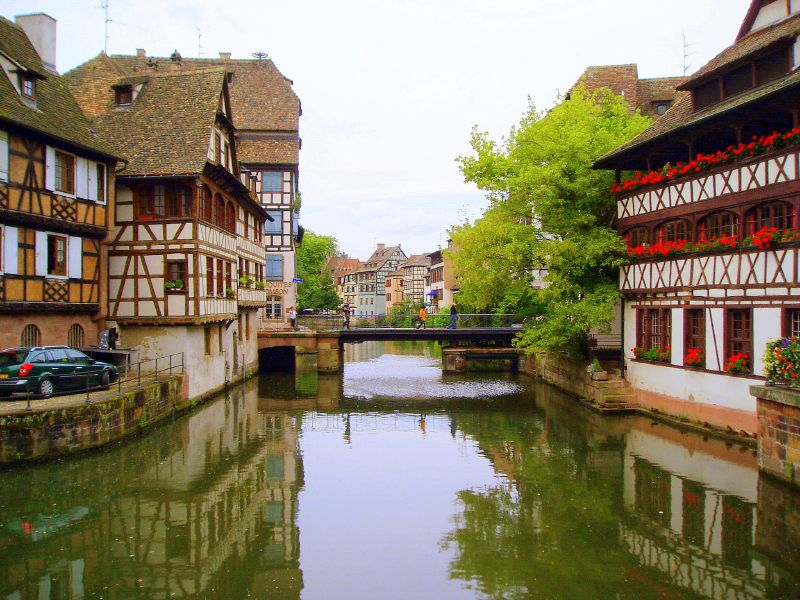
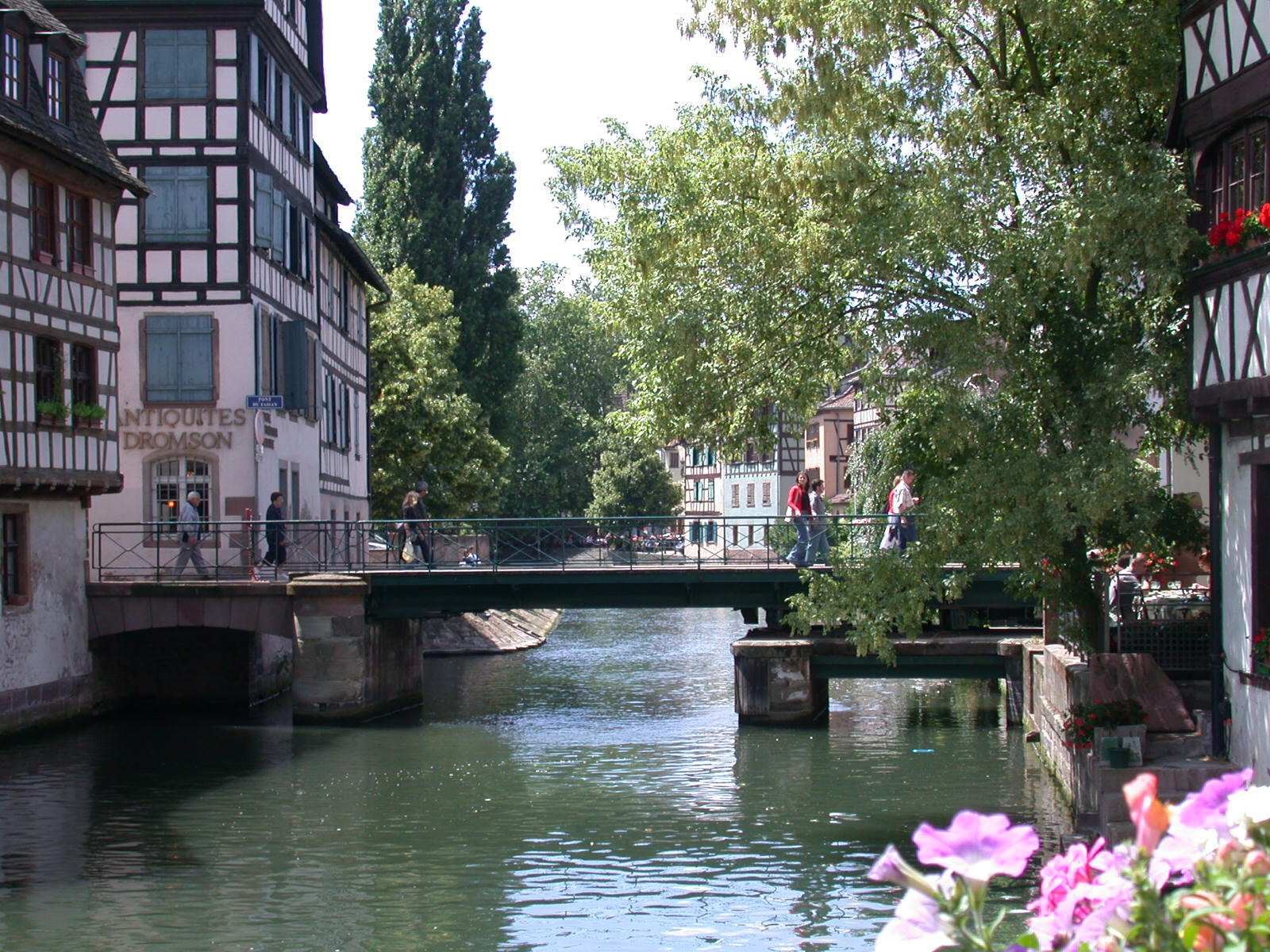
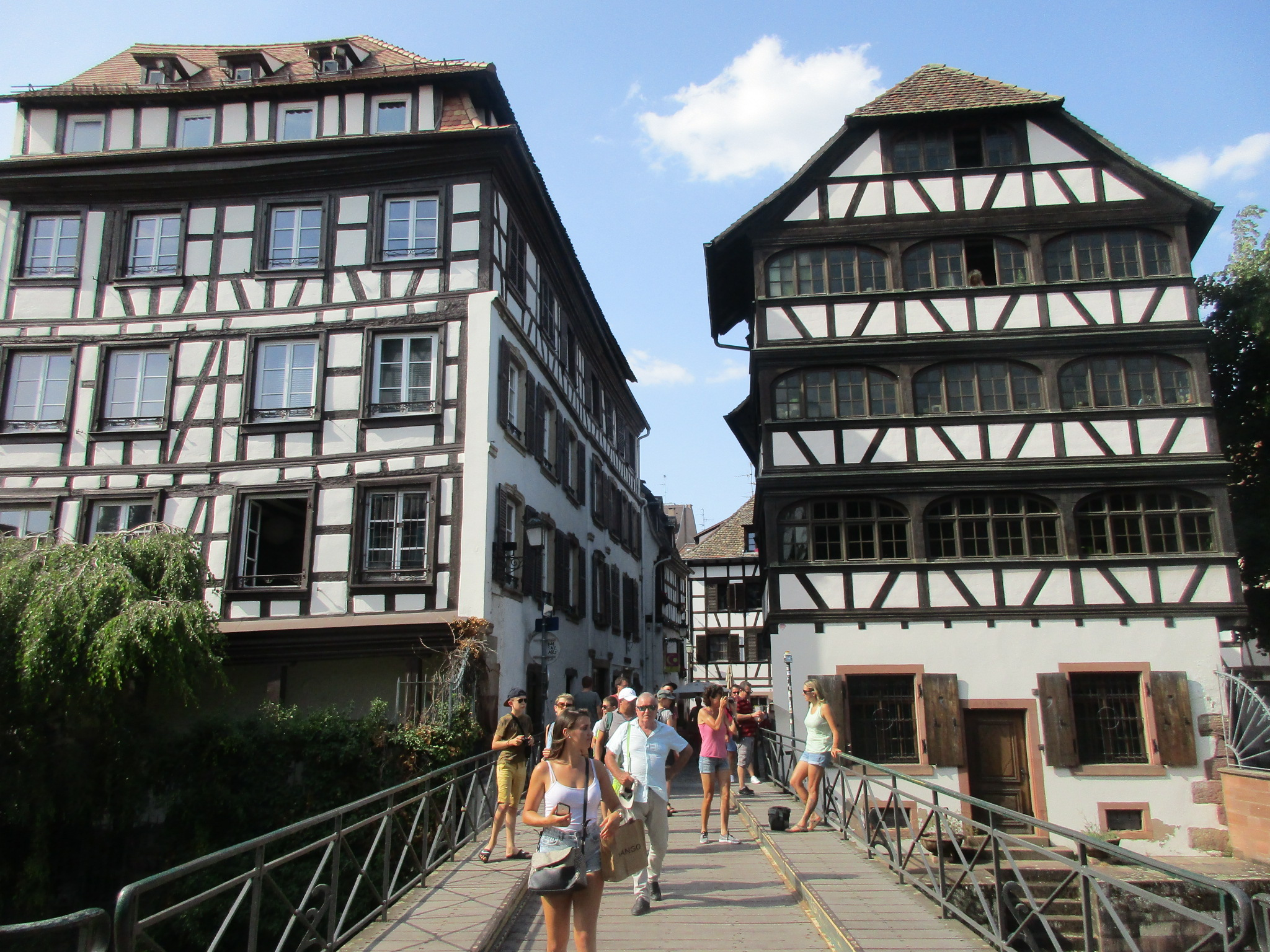
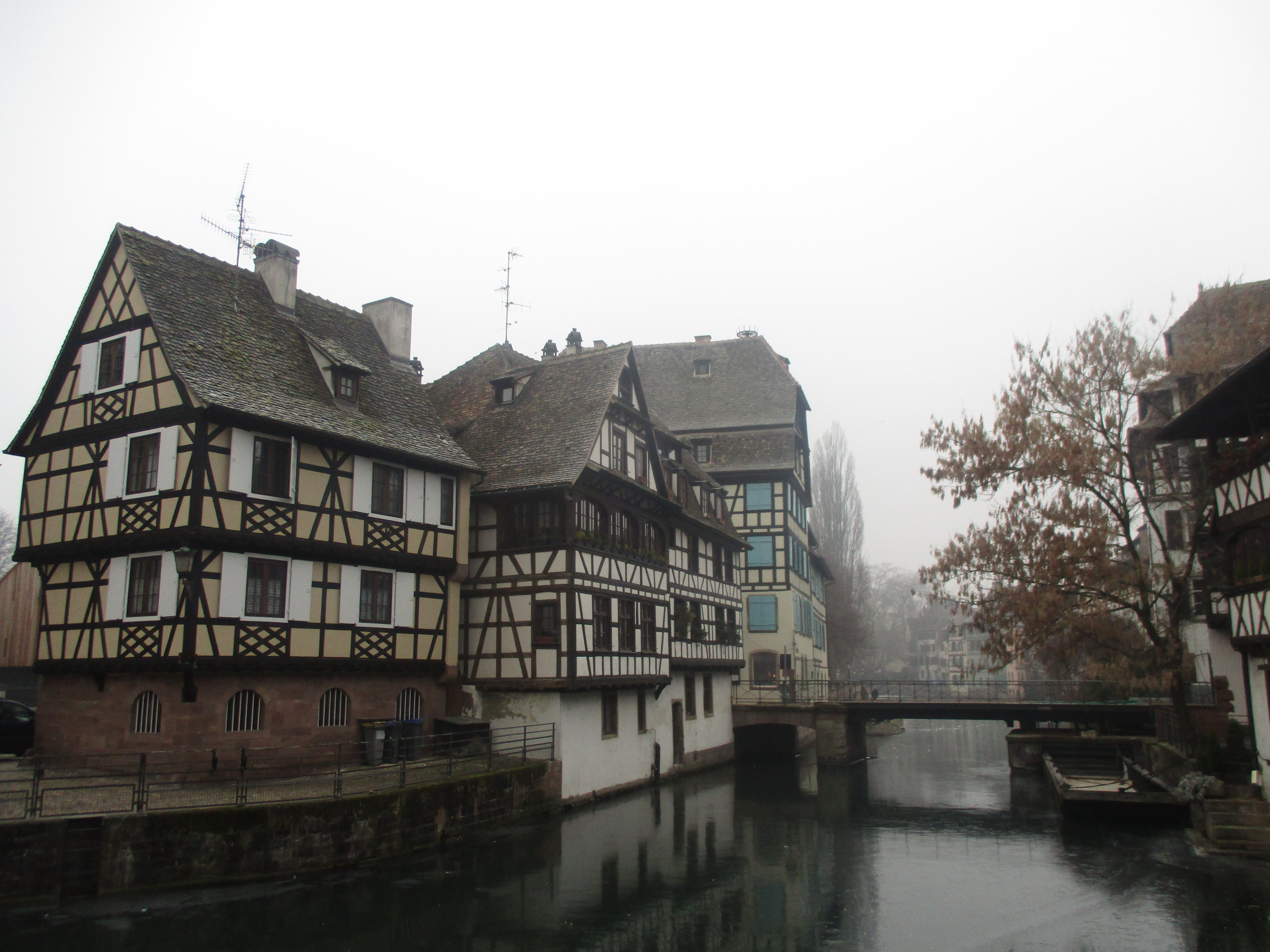

Ce pont pittoresque est à ce jour une des attractions touristiques de ce quartier historique typique alsacien préservé du XVIe siècle (similaire au quartier touristique de la Petite Venise de Colmar), régulièrement activé pour laisser passer les piétions de la rue des Moulins, et les bateaux-mouches du tourisme fluvial de Strasbourg.

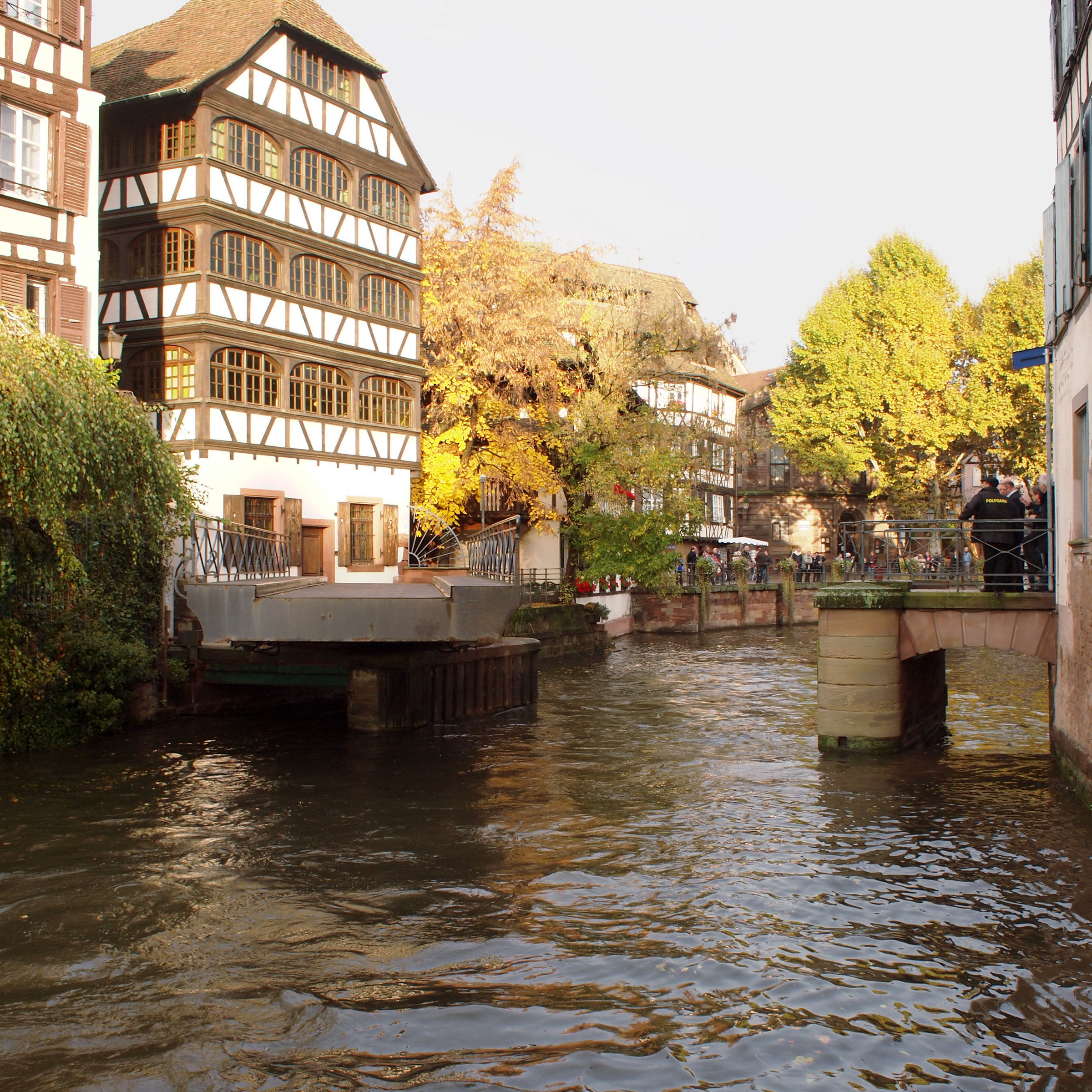
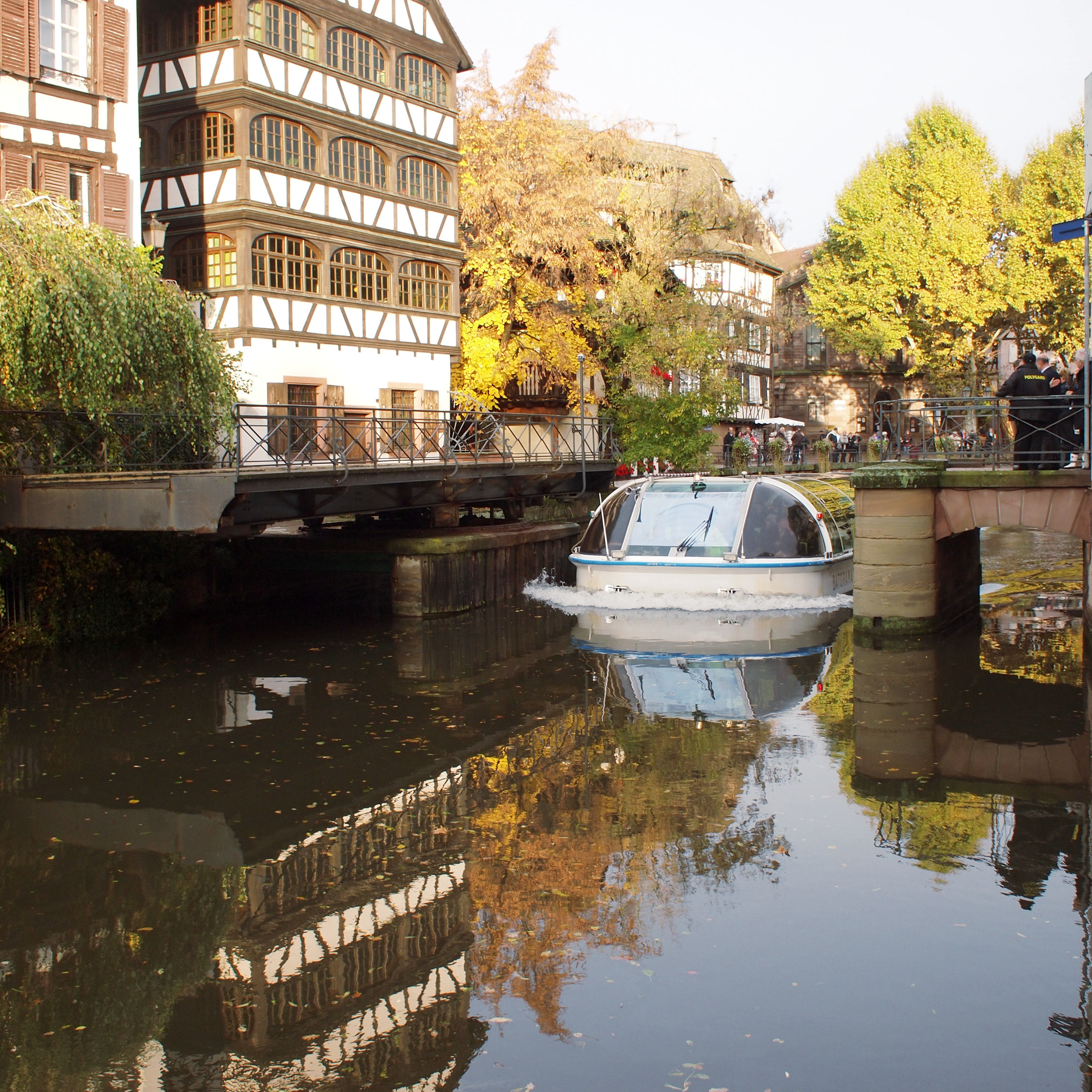
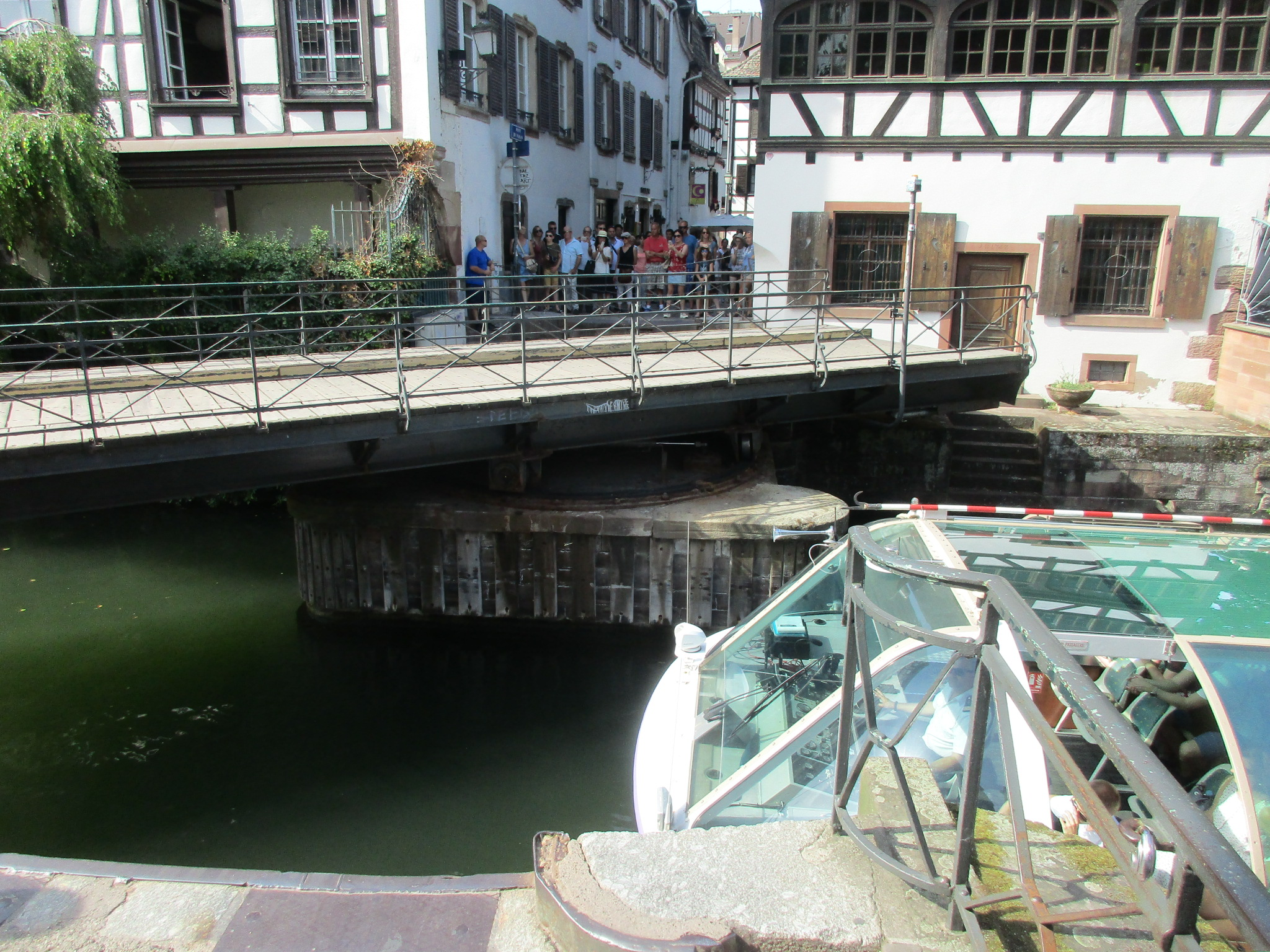
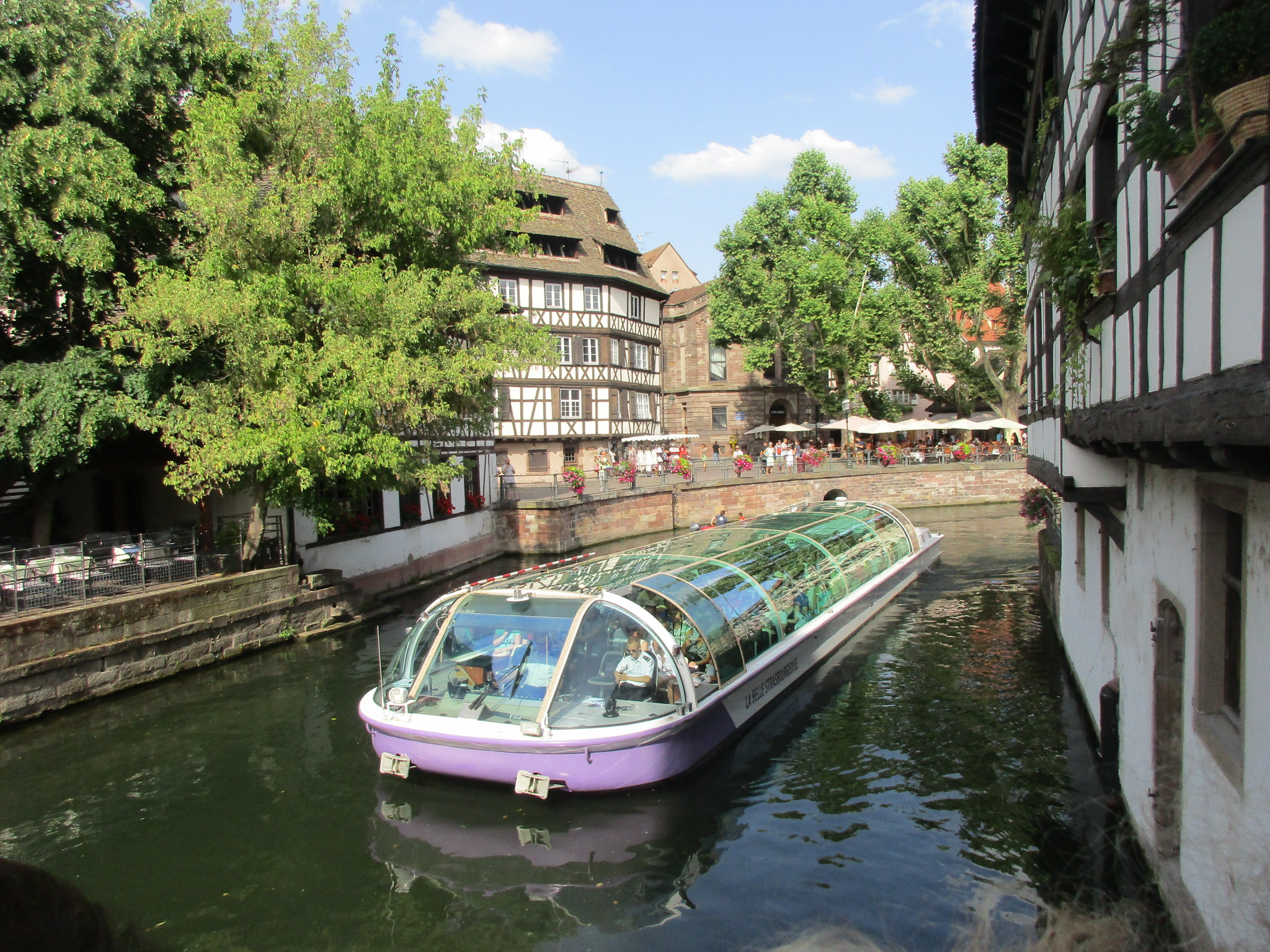
Vue de l'Ill et de la place Benjamin-Zix depuis le pont du Faisan

Construit au pied de la maison au 40, rue du Bain-aux-Plantes, il est voisin entre autres de la célèbre maison des Tanneurs de Strasbourg, de la place Benjamin-Zix, ainsi que des ponts couverts, et anciennes Glacières... 